# Hôtel de Clermont-Tonnerre (rue du Bac)

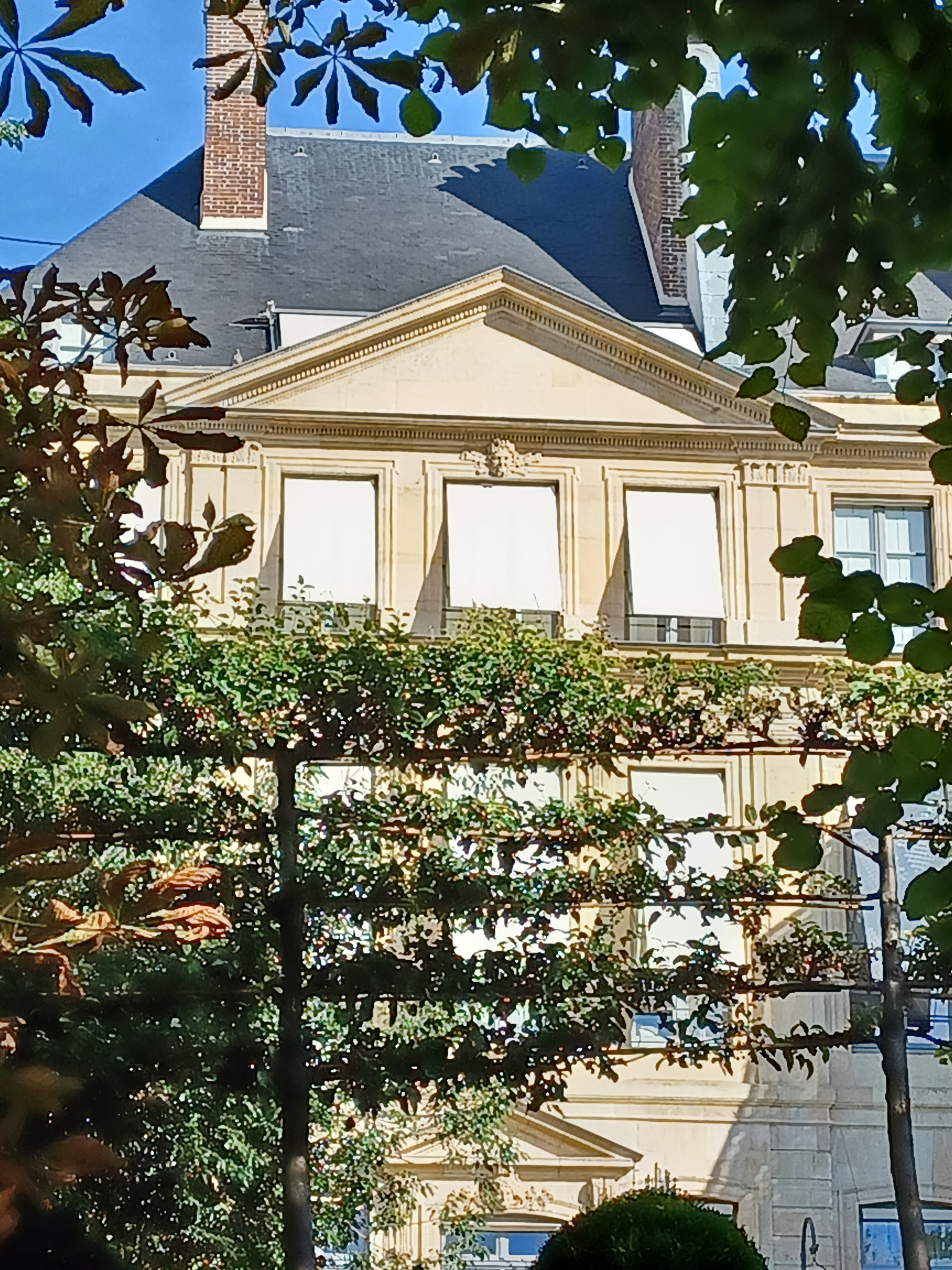
Façade arrière de l'hôtel.

L’hôtel de Clermont-Tonnerre est un hôtel particulier situé à Paris en France, construit en 1713-1716 par l’architecte Claude-Nicolas Lepas Dubuisson pour le Séminaire des Missions étrangères.

## Localisation
Il est situé au 118, rue du Bac, dans le 7e arrondissement de Paris, parcelle n° 16, section 07-01 AJ du cadastre.

## Description
Le bâtiment témoigne par son intégrité d’une architecture de style Régence du début du XVIIIe siècle.
On accède à l'hôtel particulier par un portail massif doté de vantaux et d’un tympan sculpté. L'hôtel lui-même est composé de façades et toitures sur rue, avec des ouvertures sur cour et sur jardin, donnant sur le Jardin des Missions étrangères. Le vestibule, le grand escalier avec sa rampe et sa cage ainsi que le sol de la parcelle sont classés et tous les intérieurs sont inscrits.

## Histoire
L'hôtel voisin (no 120) dit est identique. Il a également été édifié de 1713 à 1715 par l'architecte Claude-Nicolas Lepas-Dubuisson et décoré par les sculpteurs Dupin et Toro.
À la Révolution, les deux hôtels sont confisqués, puis vendus au début du siècle suivant.
L'hôtel particulier a appartenu à la pianiste Juliette Mante-Rostand (1872-1956), sœur d'Edmond Rostand, qui y tenu un salon musical,.
L'intérieur de l'hôtel est inscrit au titre des monuments historiques depuis le 19 novembre 1991 tandis que les façades et les toitures, le vestibule, le grand escalier et le sol de la parcelle font l’objet d’un classement depuis le 25 avril 1997.
Il a été racheté fin 2014 par François Pinault à la famille Bordeaux-Groult pour 52 millions d'euros,.

## Galerie

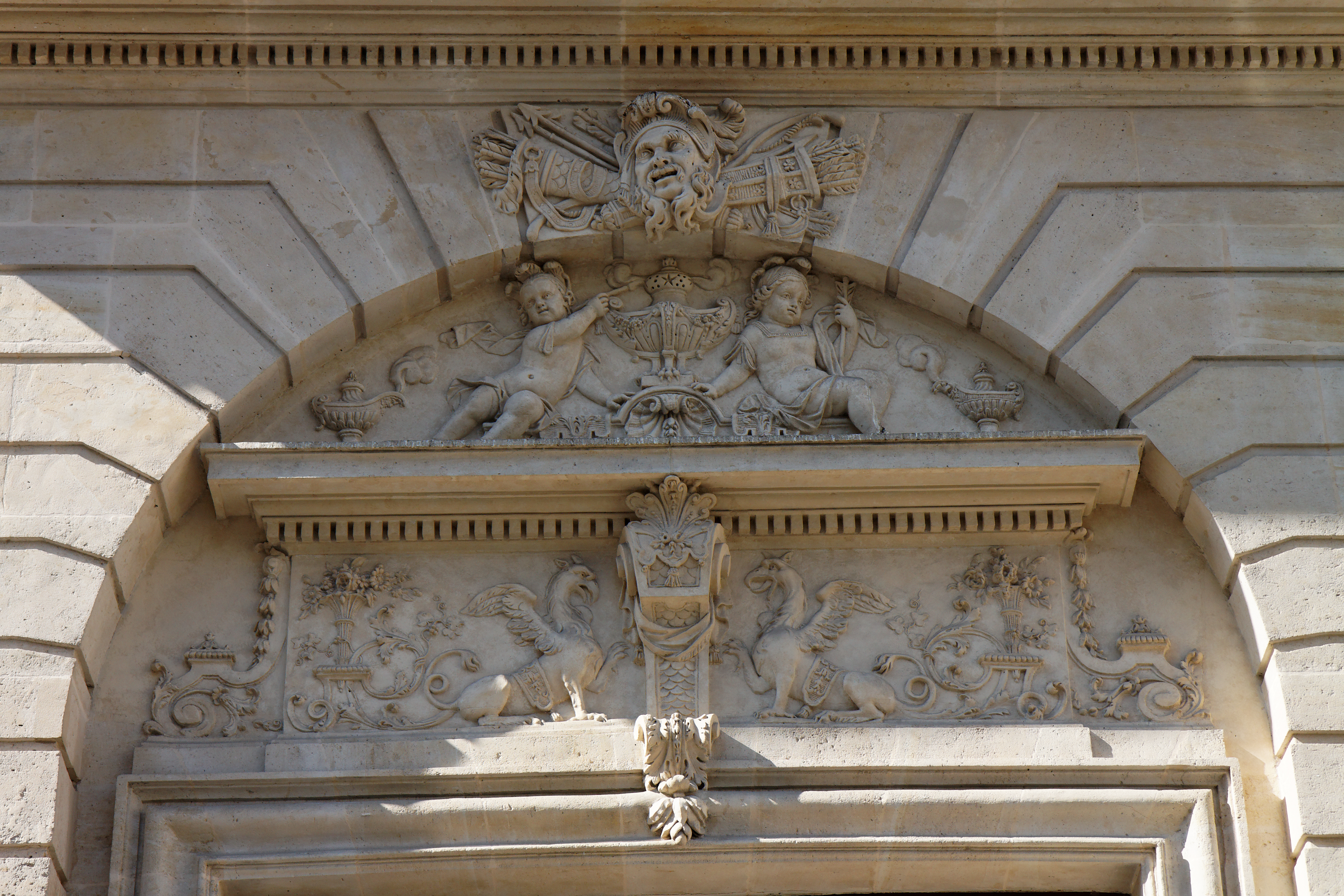